# Marty Sertich
Marty Sertich (Roseville, Minnesota, SAD, 13. listopada 1982.) američki je profesionalni hokejaš na ledu koji igra na poziciji centra. Trenutačno je član Colorado Avalanchea koji se natječe u NHL-u, odnosno njegove podružnice Lake Erie Monsters koji se natječe u AHL-u.

## Karijera
Svoje prve korake u hokeju na ledu Sertich ne načinio 2000. godine u lokalnom klubu svog rodnog grada Rosevillea. Nakon toga jednu je sezonu proveo u Sioux Falls Stampede koji se natjecao u USHL-u. 2002. godine Sertich se upisuje na koledž Colorado te u sljedeće četiri godine nastupa za hokejašku momčad koledža koja se natječe u WCHA-u. Kao igrač Colorado Collegea Sertich osvaja nagradu Hobey Baker u 2005. godini, osvojivši 64 boda u sezoni te zauzevši prvo mjesto u državnom poretku. Iste te godine osvaja i nagradu za igrača godine WCHA-a te nagradu za igrača godine u hokeju na ledu na američkim koledžima. 2006. godine bio je među deset finalista za nagradu Hobey Baker. U svojoj posljednjoj sezoni u Colorado Collegeu bio je kapetan momčadi. U četiri sezone Sertich je uvijek bio u kadru prve momčadi, odnosno, nije propustio niti jednu utakmicu.

### Dallas Stars (2006. – 2008.)
10. srpnja 2006. godine Sertich je, kao slobodan igrač, potpisao dvogodišnji ugovor s Dallas Starsima, ali nije imao prilike nastupiti za momčad. Naime, klub ga je poslao na dvogodišnje kaljenje u svoju podružnicu Iowa Stars, koja se natječe u AHL-u, te u sezoni 2006./07. Sertich započinje svoju profesionalnu karijeru. Prvu utakmicu u profesionalnoj karijeri odigrao je 7. listopada 2006. godine protiv San Antonio Rampage pri čemu je upisao svoju prvu asistenciju i bod. Prvi pogodak postigao je 8. listopada 2006. godine u utakmici protiv Houston Aeros. U dvije provedene sezone u Iowa Starsima upisao je 123 nastupa u regularnom dijelu sezona, odnosno, dva nastupa u doigravanju, te skupio sveukupno 85 bodova (s doigravanjem 86).

### Colorado Avalanche (2009.)
10. lipnja 2008. godine Sertich je prešao u Colorado Avalanche u razmjeni u kojoj je Dallas Stars zauzvrat dobio dogovorni Avalancheov izbor u draftu 2009. godine. 24. lipnja 2008. godine Sertich i službeno potvrđuje nastavak karijere u Avalancheu potpisavši višegodišnji ugovor s klubom. Međutim, klub ga šalje u svoju podružnicu Lake Erie Monsters koja sudjeluje u AHL-u s obzirom na to da je prva momčad dobro pokrivena na poziciji centra.

## Statistika karijere
Bilješka: OU = odigrane utakmice, G = gol, A = asistencija, Bod = bodovi, KM = kaznene minute
| 2000./01.       | Roseville            | HS              | 28  | 41 | 22 | 63  | —  | — | — | — | — | — |
| 2001./02.       | Sioux Falls Stampede | USHL            | 61  | 19 | 33 | 52  | 30 | — | — | — | — | — |
| 2002./03.       | Colorado College     | WCHA            | 42  | 9  | 20 | 29  | 26 | — | — | — | — | — |
| 2003./04.       | Colorado College     | WCHA            | 39  | 11 | 28 | 39  | 12 | — | — | — | — | — |
| 2004./05.       | Colorado College     | WCHA            | 42  | 27 | 37 | 64  | 26 | — | — | — | — | — |
| 2005./06.       | Colorado College     | WCHA            | 42  | 14 | 36 | 50  | 55 | — | — | — | — | — |
| 2006./07.       | Iowa Stars           | AHL             | 44  | 13 | 20 | 33  | 24 | 2 | 0 | 1 | 1 | 0 |
| 2007./08.       | Iowa Stars           | AHL             | 79  | 27 | 25 | 52  | 42 | — | — | — | — | — |
| 2008./09.       | Lake Erie Monsters   | AHL             | 24  | 7  | 8  | 15  | 22 | — | — | — | — | — |
| 2009./10.       | Lake Erie Monsters   | AHL             |     |    |    |     |    |   |   |   |   |   |
| Sveukupno - AHL | Sveukupno - AHL      | Sveukupno - AHL | 147 | 47 | 53 | 100 | 88 | 2 | 0 | 1 | 1 | 0 |

## Vanjske poveznice
- Profil na theAHL.com
- Profil na The Internet Hockey Database